# One Shot Deal
One Shot Deal es un álbum en directo del músico y compositor estadounidense Frank Zappa, lanzado de forma póstuma el 13 de junio de 2008.
Las grabaciones abarcan diversos temas musicales en vivo entre 1972 y 1981.
La pista "Occam's Razor" es un extracto de un solo de guitarra de la canción "Inca Roads". El solo se utilizó en el tema instrumental "On The Bus" del álbum Joe's Garage.  Esto es un ejemplo de la técnica de xenochrony de Zappa. Las pistas 3 y 9 cuentan con la colaboración de la orquesta Abnuceals Emuukha Electric Symphony Orchestra. 

## Lista de canciones
1. "Bathtub Man" - 5:43 (Brock/Duke/FZ) -Probablemente[1] 26 de septiembre de 1974, Palais des Sports, Paris, Francia

.
1. "Space Boogers" - 1:24 -8 de noviembre de 1974 (último show) - Teatro Capitol, Passaic, Nueva Jersey.
2. "Hermitage" - 2:00 -18 de septiembre de 1975 - Royce Hall, Los Ángeles (UCLA).Abnuceals Emuukha Electric Symphony Orchestra
3. "Trudgin' Across The Tundra" - 4:01 -11 de noviembre de 1972 (primer show) - DAR Constitution Hall, Washington.
4. "Occam's Razor" - 9:11 -21 de marzo de 1979 - Rhein-Neckarhalle, Eppelheim, Alemania. = solo de guitarra de 'Inca Roads'
5. "Heidelberg (1987)" - 4:46 -24 de febrero de 1978 - Rhein-Neckar Stadion, Eppelheim, Alemania. = solo de guitarra de Yo' Mama
6. "The Illinois Enema Bandit" - 9:27 -31 de octubre de 1981 (finale) - The Palladium, Nueva York.
7. "Australian Yellow Snow" - 12:26 -25 de junio de 1973 - Hordern Pavilion, Sídney, Australia.
8. "Rollo" - 2:57 -18 de septiembre de 1975 - Royce Hall, Los Ángeles (UCLA).Abnuceals Emuukha Electric Symphony Orchestra